# GM-1
 (mars 2020).
Si vous disposez d'ouvrages ou d'articles de référence ou si vous connaissez des sites web de qualité traitant du thème abordé ici, merci de compléter l'article en donnant les références utiles à sa vérifiabilité et en les liant à la section « Notes et références ».

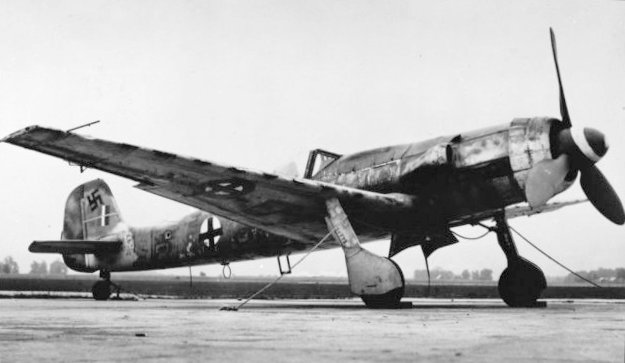
L'intercepteur de haute altitude Focke-Wulf Ta 152H utilisait un dispositif GM-1 pour bénéficier de bonnes performances à haute altitude.

Le GM-1, pour Göring Mischung-1 (« Mixture Göring-1 », en allemand), était un système d'injection de protoxyde d'azote (aussi appelé « gaz hilarant ») dans les moteurs d'avions utilisés par la Luftwaffe pendant la Seconde Guerre mondiale.

## Principe
De même qu'un système de suralimentation classique (turbocompresseur ou compresseur mécanique), ce système augmentait la quantité d'oxygène présente dans le mélange air/carburant admis par le moteur, et améliorait donc ses performances à haute altitude. Le GM-1 fut utilisé dans de nombreuses modifications de modèles de chasseurs existants afin de contrer l'augmentation des performances des chasseurs alliés aux plus hautes altitudes.
Un système différent pour l'amélioration des performances à basse altitude, désigné MW 50 fut également utilisé, bien que les deux systèmes aient rarement été employés sur un même moteur. Le MW 50 était un système d'injection d'eau-méthanol, qui injectait un mélange à 50 % d'eau et de méthanol dans les cylindres pour refroidir le mélange qui y était admis. Le refroidissement faisait augmenter la densité de l'air, permettant donc de mettre plus d'air dans un même volume, donc plus d'air dans les cylindres. Par conséquent, la dose de carburant admise en proportion pouvait également être augmentée et la puissance du moteur était plus importante. Ce principe est toujours utilisé actuellement par les moteurs turbocompressés, qui disposent d'un échangeur de chaleur (intercooler) abaissant la température de l'air d'admission.

## Histoire

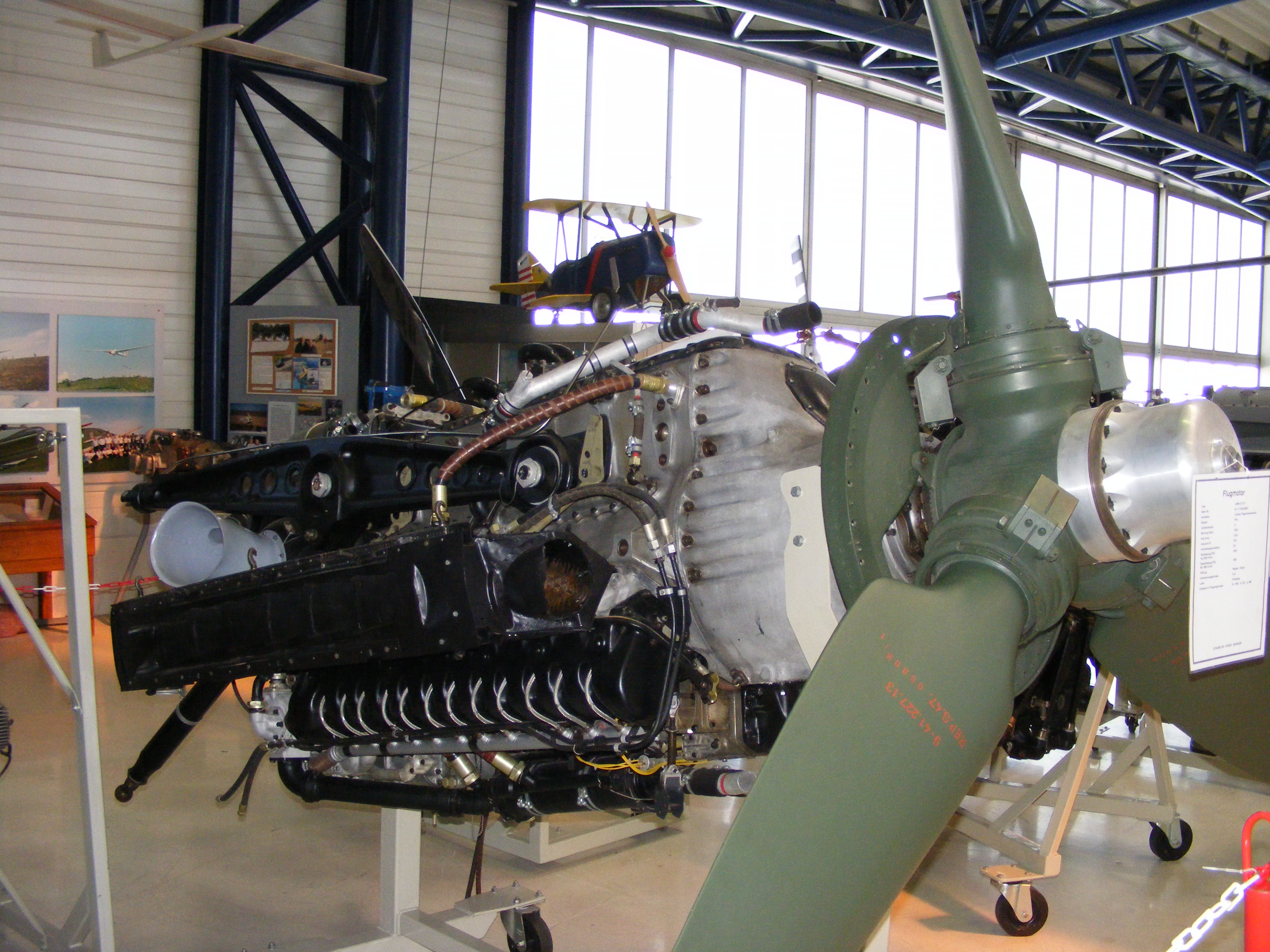
Le Junkers Jumo 213E-1, moteur qui propulsait le Ta 152H. Ce moteur disposait à la fois des systèmes MW 50 et GM-1.

Le GM-1 fut développé en 1940 par Otto Lutz pour améliorer les performances à haute altitude des moteurs existants. Il pouvait être utilisé par les chasseurs, les chasseurs lourds, les bombardiers et les avions de reconnaissance, bien que sa première utilisation ait été faite par le chasseur Messerschmitt Bf 109E/Z. À l'origine, le produit était liquéfié sous haute pression et stocké dans plusieurs récipients à haute pression, jusqu'à ce qu'il fut découvert que le protoxyde d'azote liquéfié à basse température donnait de meilleurs gains en performances, en raison d'un refroidissement amélioré de la charge de mélange admise dans le moteur. Il pouvait également être stocké et manipulé de manière plus conventionnelle et était moins vulnérable au feu ennemi.
Le GM-1 était typiquement directement pulvérisé sous forme liquide dans l'entrée d'air du compresseur, par deux buses de diamètres différents, alors qu'au même moment, le débit de carburant était augmenté pour tirer avantage de l'apport supplémentaire d'oxygène issu du protoxyde d'azote. Les buses pouvaient être actionnées chacune séparément ou ensemble, offrant alors trois niveaux possibles d'augmentation de puissance : par exemple 120, 240 ou 360 chevaux pour trois débits différents de GM-1 (60, 100 et 150 grammes/seconde). Le développement d'un système d'injection à variation continue fut envisagé, mais il ne connut apparemment aucune utilisation opérationnelle.
Prévu initialement comme un équipement standard de la Luftwaffe, en service opérationnel le GM-1 montra qu'il possédait tout-de-même certains défauts. La masse additionnelle de ce système embarqué réduisait la performance sur toutes les missions, alors que le système n'était finalement employé que dans les situations où les avions devaient évoluer à très haute altitude, ce qui n'était pas forcément toujours le cas. Le GM-1 perdit également une grande part de son intérêt à partir de 1943, lorsque la « course à la plus haute altitude de combat » finit par s'essouffler d'elle-même. Finalement, beaucoup moins d'appareils utilisèrent le GM-1 que le MW 50, qui était toujours considéré comme un atout nécessaire pour les combats aux altitudes plus conventionnelles. Alors que le GM-1 ne connut qu'une faible utilisation dans la seconde moitié du conflit, le Focke-Wulf Ta 152H, qui avait été conçu spécifiquement comme un intercepteur à haute altitude reçut un système GM-1 pour lui donner l'avantage dans les altitudes importantes. Il fut également l'un des rares avions à avoir été équipés à la fois du GM-1 et du MW 50, et pouvait atteindre une vitesse de quelques 756 km/h lorsque les deux systèmes étaient employés ensemble. Kurt Tank affirma avoir effectué l'expérience une fois, utilisant les deux systèmes alors qu'il était aux commandes d'un Ta 152H prototype à moteur Jumo 213E, afin d'échapper à un groupe de P-51D en avril 1945.

## De nos jours
Des systèmes au protoxyde d'azote sont toujours utilisés à notre époque. Ils sont assez fréquemment désignés « nitro », issu de « nitrous oxyde » (la traduction en anglais de « protoxyde d'azote »), ou même « NOS », par analogie avec « Nitrous Oxide Systems », un célèbre fabricant de ces systèmes.
Ces systèmes sont très utilisés dans les domaines de la course et du sport automobile, en particulier les courses de dragsters. Ils ont également connu une période de gloire dans le milieu du tuning, bien que ces systèmes soient généralement interdits par la législation dans de nombreux pays (dont la France).